# .nc
nc. هو امتداد خاص بالعناوين الإلكترونية (نطاق) domain للمواقع التي تنتمي إلى كالدونيا الجديدة (مستعمرة فرنسية في المحيط الهادئ).